# F-ZEROシリーズ
『F-ZEROシリーズ』（エフ-ゼロシリーズ）とは、任天堂から発売されているコンピュータゲームシリーズである。

## 概要
現代より数世紀先の未来を舞台設定にしたレースゲームのシリーズ作品。退屈な日常に飽きた宇宙の富豪達がスリルと熱狂を求めて、20世紀に発足したF1を模して復活させた自動車競技が「F-ZERO」である。反重力発生装置『G-ディフューザーシステム』によって常に路面から浮いているマシンを操り、宇宙各地に建設された数々のサーキットにおいて、時に音速を超える程のスピーディなレースを繰り広げる。
特色としては、非常にコーナーや高低差が激しく、複雑に捻じ曲げられているコースを超高速で駆け抜ける点にあり、他のレースゲームと比べてもアクロバティックかつダイナミックな動きが多い。レーサーとして登場するキャラクターには普通の人間に限らず、ロボットや獣人、異星人等もおり、どこかアメリカンコミックテイストの意匠を感じさせるキャラクターが多い。
第1作目のスーパーファミコン版『F-ZERO』は、旧世代ハードでは不可能だった圧倒的スピード感が話題となり、レースゲームの「タイムアタック」という概念を浸透させたものとして大きな足跡を残した。また、後の様々なレースゲームに登場するスタート時に急加速を行う技術ロケットスタートという言葉も本作を特集したゲーム雑誌記事から生まれた。
2015年にイギリスでのEV用非接触充電レーンの実験が報じられた際にTwitter上では本シリーズのピットエリアを連想した人が多く、Engadget Japaneseの公式ツイートが『F-ZERO CLIMAX』を最後にシリーズの発売が10年以上途絶えている件に言及したことがある。
2023年に約19年ぶりの新作となる『F-ZERO 99』がNintendo Switch Online加入者向けソフトとして配信された。

## シリーズ作品
| 1990 | F-ZERO                          |
| 1991 |                                 |
| 1992 |                                 |
| 1993 |                                 |
| 1994 |                                 |
| 1995 |                                 |
| 1996 |                                 |
| 1997 |                                 |
| 1998 | F-ZERO X                        |
| 1999 |                                 |
| 2000 |                                 |
| 2001 | F-ZERO FOR GAMEBOY ADVANCE      |
| 2002 |                                 |
| 2003 | F-ZERO GX F-ZERO ファルコン伝説 |
| 2004 | F-ZERO CLIMAX                   |
| 2005 |                                 |
| 2006 |                                 |
| 2007 |                                 |
| 2008 |                                 |
| 2009 |                                 |
| 2010 |                                 |
| 2011 |                                 |
| 2012 |                                 |
| 2013 |                                 |
| 2014 |                                 |
| 2015 |                                 |
| 2016 |                                 |
| 2017 |                                 |
| 2018 |                                 |
| 2019 |                                 |
| 2020 |                                 |
| 2021 |                                 |
| 2022 |                                 |
| 2023 | F-ZERO 99                       |

| タイトル                   | 発売日         | 機種                        | 売上   | 売上    | 備考                                         |
| -------------------------- | -------------- | --------------------------- | ------ | ------- | -------------------------------------------- |
| F-ZERO                     | 1990年11月21日 | スーパーファミコン          | 90万本 | 285万本 |                                              |
| F-ZERO X                   | 1998年7月14日  | NINTENDO 64                 | 29万本 | 110万本 |                                              |
| F-ZERO FOR GAMEBOY ADVANCE | 2001年3月21日  | ゲームボーイアドバンス      | 46万本 | 105万本 |                                              |
| F-ZERO GX（F-ZERO AX）     | 2003年7月25日  | ニンテンドー ゲームキューブ | 12万本 | 150万本 |                                              |
| F-ZERO ファルコン伝説      | 2003年11月28日 | ゲームボーイアドバンス      |        |         | テレビアニメ版についての詳細も同記事を参照。 |
| F-ZERO CLIMAX              | 2004年10月21日 | ゲームボーイアドバンス      |        |         |                                              |
| F-ZERO 99                  | 2023年9月15日  | Nintendo Switch             |        |         | Nintendo Switch Online加入者特典。           |

## 基本操作
基本操作は通常のレースゲームと同様のアクセル・ブレーキ・ステアリングのほか、重心操作による左右への水平移動、そして一定条件で使えるブーストが基本となっている。重心移動とステアリングの組み合わせによる曲がり方の変化や、他のマシンへの攻撃アクションが用意されている物もある。AXにおける操作方法についてはF-ZERO AXも参照。
重心移動
左右に水平移動する。走行ラインの微調整などが可能。
重心移動をしながらのターンで、安定して曲がることが可能。ステアリングと同方向の重心移動でより内側に、逆方向の重心移動でターン前の移動方向を維持しつつ鋭く曲がることができる。
操作方法としては「ステアリングとは別系統の左右」であり、基本的にLが左（コントローラーの持ち方の関係上『X』のNINTENDO64実機ではZ）、Rが右となる。『AX』もハンドルの奥にあるパドルの左右がそれぞれ対応する。
スライドターン
重心移動とステアリングを同方向に行う鋭いターン。最高速設定向き。
『X』以降、挙動が差別化されたドリフトターンとは異なる操作として上記名称で区別されている。
ドリフトターン
機体を進行方向に滑らせながら方向転換を行い、急旋回させるターン。加速設定向きで、ドリフト中は低グリップであるほど速度も上がる。スライドターンより操作が難しく、滑らせる角度が浅すぎたり深すぎると逆に速度が下がるが、ブースターを使用することで急加速し、さらに速度を上げながら曲がることも可能。逆方向へのスライド操作やアクセル踏み直しで通常走行に戻すことができる。『X』より登場。
操作は「ステアリングと重心移動を逆に行う」が基本だが、『GX』では「両スライド操作+ステアリング」と他作品と異なる。『AX』はコントロールデバイスが実車に近く、操作も「ブレーキを踏んでステアリング」となっている。
ブラストターン
アクセルボタンを連打してバーナーをふかし、ある程度まで速度を下げ一定に保つことで、グリップを高めるターン。スライドターンと併用することができる。
初代のみ連打ではなく一定のタイミングが決められていた。
サイドアタック
幅寄せ攻撃。『X』より登場(for GBA、99を除く)。スライドターンよりさらに鋭いターンとして応用も利く。
操作はスライド操作の2回連打入力だが(『AX』含む)、『GX』のみスライドアタックボタン(初期設定はX)+3Dスティックとなっている。
スピンアタック
機体を正面にすべらせながら回転する攻撃方法。攻撃時間が長く、混戦時に向いている。『X』より登場(for GBA、ファルコン伝説、99クラシックレースを除く)。
操作は『X』では「一方のスライドを入れながら他方のスライドを2連打」、『GX』『AX』は「スピンアタックボタン(AXでは両パドル)を押しながらステアリング」、『CLIMAX』はLR(両スライドボタン)の同時押し、『99』はZLボタンまたはZRボタンとなっている。
『99』のみクールタイムが存在するが、クールタイム中にジャンププレートでジャンプすると即座に再使用が可能になる。
ブースト
エネルギーを消費して一時的に速度を上げる。使用条件は基本的に「2周目以降」だが、その他の条件が作品によって異なる(後述)。

## レースルール
こちらも通常レースゲームと同じ部分もあるが特徴的なものが非常に強く、印象的なルールになっている。
エネルギーメーター
F-ZEROの最大の特徴ともいえるシステム。いわゆる体力ゲージのことで、マシンに体当たりをされたり、コースにぶつかるなどの衝撃を受けたり、またブーストを使うことによりエネルギーメーターが減る。ゲージが空の状態で接触するとクラッシュとなり、その場でリタイアとなってしまう。
回復にはコース上に設置されたピットエリアからエネルギーを補充するという行動が必要になり、それが現実のF1との世界観を共有しているところである。なお、敵の機体を破壊することでもエネルギーが少量回復する。『99』はクラシックレースを除き他のプレイヤーやバンパーをスピンアタックやターボでの体当たりでKOするとエネルギーが回復すると同時にKOしたプレイヤーおよびバンパー1機につきエネルギーメーターの上限が増える(KOした相手がプレイヤーの場合はエネルギーが完全回復する。ただし、相手と共倒れとなるダブルKOの場合は失格となる)。
S-JET（初代とFor GBA、99クラシックレースのみ）
機体を加速させる装置。コースを1周するごとに1回の使用が許可され、3回までストックできる。初代とfor GBAおよび99クラシックレースで採用されているルールで、その他の作品では下記のブーストシステムが採用されている。
周回ごとにストックされるのは『CLIMAX』の「リアクターマイト」も同様だが、こちらはブーストをさらに強化するシステム。
ブースト (X、GX、ファルコン伝説、CLIMAX)、ターボ (99)
S-JETと同じく機体を加速させる装置。コースの2周目以降から使用許可が得られるのはS-JETと同じだが、こちらは使うたびに一定量のエネルギーを消耗してしまう。エネルギーの続く限り何度でも使用することが出来る。
『CLIMAX』では周回するごとにストックされる「リアクターマイト」をブースト中に使用することでブーストシステムとS-JETシステムを融合した「スーパーブースター」も使用できる。
『99』では「ターボ」の名称であり、最初の周回ライン通過時から使用できる。
クラッシュ
障害物に衝突してエネルギーを使い果すとレース中に爆発しリタイアとなる(『99』はダブルKOになった場合も含む)。ただし『AX』及び『CLIMAX』のNOVICEランクに限り、ある程度のタイムロスで即座にレースに復帰できる。
XやGXでは衝突から数秒間操縦不能になってから爆発するようになっているため、場合によってはその数秒間にゴールすることもできる。この場合もゴールとして認められるため、ポイントは順位に応じて加算され、スペアマシンを消費してリトライする必要もない。
リタイアになった場合、スペアマシンを1台消費してレースにリトライするか、レースを終了するかを聞かれる。ただし、『X』はリタイア直後即座にスペアマシンを消費してリトライとなる（スペアマシンを無くすとゲームオーバー）。
『99』はクラッシュした時点で即失格となり、以降のレースの参加権を失う(観戦するか、ロビーに戻るかを聞かれるが、レース終了間近の場合は自動的に観戦となる)。
コースアウト
コース外に落下すると、クラッシュしても即座に復帰できるルールである『AX』と『CLIMAX』のNOVICEを除きその時点でリタイアとなる。
コースによってはこちらの場合もマシンが爆発しているのが見える場合がある。
リタイアになった場合のその後についてはクラッシュ時と同様。
失格 (初代、for GBA、99)
初代および『for GBA』のみ1-4週は一定の順位以内で通過、最終週は3位以内で入賞しなければならず、この条件を満たせなかった場合、もしくは20位となった時点で失格となる。
『99』はボーダーライン最下位のマシンがチェックラインを通過した時点でそれ以下のマシンは全て失格となり、コースから強制的に排除される。この場合のその後についてはクラッシュ時と同様。また、先頭のマシンから離れすぎた場合や一定時間操作を行わなかったも失格となる。この場合はランキング、成績に影響しない（ただし、Ver.1.3.0からはS2クラス以降のプレイヤーが一定時間操作無しで強制排除、逆走からのランクアウトなど故意に失格となった場合はリタイア扱いとなり、ポイント減少のペナルティーが科される）。
障害物等
コースについての項目を参照。
ショートカット
ジャンプ台を使用した大胆なショートカットもF-ZEROの特徴の一つだが、作品によっては大幅なショートカットができないようになっている。
作品によってはショートカットのペナルティが一切無いものもあり、大会のルールは開催される時期によりその都度変更されているようである。
- 初代と99では大幅なショートカットを行うと悪質な行為とみなされ、ある程度の距離まで強制的に戻されてしまう。
- Xでは大幅なショートカットを行おうとするとマシンが路面を貫通して落下してリタイアになる場合がある。
- GXでは大幅なショートカットを行おうとすると着地時点でマシンが爆発してリタイアとなる。

## 世界観
初代および『X』『GX』『AX』においては、26世紀の宇宙が舞台。近代化が進み、惑星間の交流も盛んに行われている。目立った戦争や外敵の襲来も無く、惑星間は長い間平穏そのものだった。基本的にアメコミ調の近未来を舞台にしている。宇宙人が多数登場し、善人、悪人、マシンの外見も含め個性にあふれる。世界観の深さや裏設定など同社の『スターフォックス』シリーズに通じるものがある。
『ファルコン伝説』『CLIMAX』でも初代および『X』『GX』のキャラクターが登場しているが、年代は2201年となっている。
『for GBA』は初代および『X』『GX』『AX』より25年程後という設定がある。

### 惑星・地域
ミュートシティ (MUTE CITY)
銀河連盟最大の、宇宙の中心的都市で、その人口は2億人とも10億人ともいわれ、全宇宙の情報発信基地として多大なる影響力を持つ。『ファルコン伝説』では地球、それも現在のニューヨークに当たるとされ、F-ZERO最盛期にその栄華を極めていたが、後にその覇権をビアンカシティーに奪われ衰退。
for GBA以外の全作品に登場。『マリオカート8』では、有料DLCで配信されるコースのひとつとして登場。
ビッグブルー (BIG BLUE)
地表の99%以上を海が占める惑星。自然保護団体が厳重に管理していたが、海底エネルギー資源の調査が開始される。しかし、原因不明の事故が多発し、神秘の星と呼ばれるようになった。
初代、『X』『GX』『ファルコン伝説』『CLIMAX』に登場。アニメ版『ファルコン伝説』には登場しないが、ファルコンが活躍するシーンでしばしばBGMのアレンジが流れる。『マリオカート8』では、有料DLCで配信されるコースのひとつとして登場。
サンドオーシャン (SAND OCEAN)
地表のほとんどが砂漠。古代遺跡が発見され宇宙有数の観光地となった。
初代、『X』『GX』『ファルコン伝説』『CLIMAX』に登場。
デスウインド (DEATH WIND)
初代にのみ登場。ピコの出身地。常に強い横風が吹き付けており、通常とは異なる走行を強いられる。
サイレンス (SILENCE)
無音の惑星。その空にはマシンの爆音のみが木霊する。
『GX』『AX』を除く全作品に登場、for GBAでは1カートリッジ対戦専用のコースのみが用意されている。
ポートタウン (PORT TOWN)
惑星間交易の中心地。キャプテン・ファルコンの出身地としても知られている。for GBA以外の全作品に登場。
レッドキャニオン (RED CANYON)
荒涼の大地。サムライ ゴロー率いる宇宙盗賊団のアジトがあるなど、治安が悪い。
初代、『X』『ファルコン伝説』『CLIMAX』に登場。『GX』でもストーリーモードでのみ登場する。
ホワイトランド (WHITE LAND)
地表が水晶で覆われた惑星で、その景観は観光地として有名である。アニメ版では極寒の惑星だった。
初代、『X』『ファルコン伝説』『CLIMAX』に登場。
ファイアフィールド (FIRE FIELD)
『AX』以外の全作品に登場している、灼熱の惑星。ただし、地表全体がマグマに覆われているわけではない模様。
『GX』と『ファルコン伝説』では、資源採掘業者が無節操に掘り進めた結果、休火山が爆発してこうなったとされている。当の採掘業者はサーキットを建設し、その興行収入で経営危機を脱している。
デビルズフォレスト (DEVIL'S FOREST)
『X』のみに登場する森の惑星。
ベガスパレス (VEGAS PALACE)
ミュートシティの一角にある娯楽特別地区。多数のカジノが建ち並び、その歓声と怒号は止むことがない。
『GX』にのみ登場。北米版では「カッシーノパレス (CASINO PALACE)」と表記されている。
ライトニング (LIGHTNING)
大気汚染に因る異常気象で雷雲が発生、それを利用し発電所が多数建設されている。
『GX』『AX』『ファルコン伝説』『CLIMAX』に登場。
エアロポリス (AEROPOLIS)
超高層のビルが立ち並ぶ、スーパーコンピュータ「MOTHER-Q」により管理された地域。ビルの建設も全てMOTHER-Qが行っている。
『GX』『AX』に登場。
グリーンプラント (GREEN PLANT)
人口増加に起因する酸素不足のため、バイオテクノロジーを駆使し生み出された緑の工場。しかしその生命力は人類の想定を遥かに凌駕し、予想を超えて繁殖している。
『GX』『AX』に登場。
コスモターミナル (COSMO TERMINAL)
ロケットに代わる新たな輸送手段として建設が進められている軌道エレベータ。現在地表86,000kmのところまで工事が進んでいるが、多額の建設費が足枷となり難航している。そんな中に強行的に建設されたサーキットが何を意味するのか、それは誰も知らない。
『GX』にのみ登場。
ファントムロード (PHANTOM ROAD)
その存在は全くの謎と言われている異次元空間。ワープホールが近辺に存在するらしい。
『GX』にのみ登場。『GX』のストーリーモード最終話ではファルコンと創造主の最終決戦の舞台になった。
アウタースペース (OUTER SPACE)
実行委員会がレースに刺激を求め、無謀にも隕石により大破したスペースコロニーをサーキットに改造した。現在も隕石が多数降り注いでおり、コースの損傷が激しく多数のレーサーが、これは無謀と考えている。
『AX』に登場。『GX』でも隠し要素に入っている。
ビアンカシティー (BIANCA CITY)
後の世代において宇宙の中心となる都市。大量の高純度チタンが採掘され、それはミュートシティから覇権を奪い取るほどのものであった。ビアンカは初代村長の妻の名前である。『for GBA』のみ登場。
スタークファーム (STARK FARM)
かつて大農場地帯であったが、土壌から有害物質が検出され放棄された。現在は世捨て人が集まる地帯となっている。『for GBA』のみ登場。
ラピュタンコロニー (LAPUTAN COLONY)
かつて人口問題を解決させるために空中都市の建設が行われ、それが辛うじて成功を収めた地域。『for GBA』のみ登場。
クラウドカーペット (CLOUD CARPET)
地表が厚い雲に覆われており、太陽の光が降り注ぐことはない。人々は雲よりも高い塔を建設し、そこから光ケーブルで地上に光を送っている。サーキットも雲の上に建設されていた。『for GBA』のみ登場。
イーストテンサイド (EAST TEN SIDE)
ルイス社の区画整備計画により作られた工業区画の一つ。『for GBA』のみ登場。
ビーコンポート (BEACON PORT)
隕石や宇宙船との衝突で大破したビーコンを回収し、修理・再利用するための工場がある惑星。『for GBA』のみ登場。
シノバズ (SINOBAZZ)
地表はほとんど沼という惑星。革命で国を追われた貴族が身を潜めた地。『for GBA』のみ登場。
エンシャントマーレイ (ANCIENT MESA)
かつてこの惑星上の黒い影を海と思っていた人々の思いが込められた、海の惑星。『for GBA』のみ登場。
※スペルはANCIENT MESAでありANCIENT MAREではない。
クレーターランド (CRATER LAND)
巨大なクレーターに覆われている。そのクレーターからは多量の石油が採掘される。『for GBA』のみ登場。
ミストフロウ (MIST FLOW)
濃い霧に覆われた惑星。視界が非常に悪い。『ファルコン伝説』『CLIMAX』に登場。
イリュージョン (ILLUSION)
存在さえ謎に包まれている地域。この地域にあるコースにはガードビームが存在しない。『ファルコン伝説』『CLIMAX』に登場。

### 他のゲームとの関連
- 『スターフォックス』シリーズにも「G-ディフューザーシステム」や「スペースダイナミクス社」といった名前が存在しており、登場人物の中にも同姓同名かつほぼ同じ格好をした人物が存在する。また、『スターフォックス コマンド』には、『F-ZERO』シリーズのキャラクターと同名の敵キャラクターが登場しているほか、エンディングのひとつに「G-ZERO」グランプリが登場している（G-ZEROとは任天堂がバーチャルボーイで開発していたものの中止になったゲームの名前）。
- 『メトロイド』シリーズの世界には「銀河連邦」、『F-ZERO』シリーズの世界には「銀河宇宙連邦」という似た名前の政府が存在する。『F-ZERO』での年代設定が26世紀なのに対し、『メトロイド』の世界観ではコスモ暦2X25年と設定されている。
- 同じ任天堂のレースゲーム『マリオカート』シリーズに毎回登場するコース「レインボーロード」が『F-ZERO X』に登場している。コースの形状は『マリオカート64』のものと同じである。また、『マリオカートWii』にはキャプテン・ファルコンのマシン「ブルーファルコン」が隠しカートとして、『マリオカート8』ではそれに加えて「ミュートシティ」「ビッグブルー」がコースの一つとして登場している。

### コースについて
コースは各惑星の地表の遙か上空に設置されており（一部例外もある）、路面両脇のガードビームはこの状態を維持するための反重力発生装置を兼ねている。コース上には以下のようなものが設置されており、しかもルール上“演出に必要不可欠な物”として実行プロジェクトはその設置に対し絶対的な権限を持つ。
ピットエリア
壁にぶつかったりブーストを行ったりして消耗したマシンのエネルギーを回復できる場所。このエリア上にいる限りエネルギーが回復し続ける。初代のみピットエリアに到達した後マシン上部に補給装置がスタンバイされ、回復が始まるまでに若干のタイムラグがある。
ダッシュプレート
マシンに一時的にブーストに近い加速力を与える。作品によりブースト状態になる物（初代、X、GX）とその方向に弾き飛ばすタイプ（for GBA、ファルコン伝説、CLIMAX）の物に分かれる。初代では、逆走でジャンププレートにのってもスピードアップしたり逆方向に弾き飛ばされたりない。なお、Xでのダッシュプレートによる加速は如何なるマシンでもブースト性能Aのマシンと同等の加速力が得られる。
スリップゾーン
上を通過している間、マシンのグリップ力が極端に低下し横滑りを起こしやすくなる。
ジャンププレート
通過することでジャンプする。ショートカットに用いることが可能な物もある。ただし、作品によってはショートカットの度が過ぎるとペナルティが発生する。
強制減速ゾーン（ダート）
通過している間スピードが落ちる。ブースト使用中はこの限りではない。
地雷
接触すると爆発し、ダメージを受けて吹き飛ばされる。初代以外では跡地を通過してもダメージを受ける。あえて接触することで加速やジャンプを図る高等テクニックも存在する。
トラップ
Xにおける地雷的存在。接触すると若干のダメージと共に車体が跳ねる。トラップ自体は消滅せずその場に残り続ける。
マグネット
下もしくは横方向に引き寄せるトラップ。初代では触れるとダメージを受ける。for GBA、『ファルコン伝説』『CLIMAX』では下方向のみ登場し、空中にいる場合のみ影響を受ける。
スキッド
for GBA、『ファルコン伝説』『CLIMAX』における、水平方向（左右だけでなく前後方向の物も追加された）のマグネットに似た性質を持つエリア。ベルトコンベアのように、一定の方向に車体が流れる。進行方向と逆方向のスキッドに乗ると、メーター上ではわからないが若干スピードが落ちる。進行方向のスキッドに乗ると加速しているのも同じ原理。
チューブ・パイプ
コース形状が筒状であり、その内壁を走行する。形状的にあらゆるコース面（例えば逆さまでも）で走行でき、コースアウトしないが、出口付近は危険。
シリンダー
コース形状が筒状であり、その外壁を走行する。形状的にあらゆるコース面で走行できるが、すり鉢走行を行うと落下する危険性がある。
チェックゲート
『AX』と『GX』のみ登場。『AX』においては通過すると制限時間が追加される。

## 登場人物
マシンスペックは『F-ZERO GX』および『F-ZERO AX』のもので記載している。性能評価はボディ/ブースト/グリップ性能の順。Aが一番良く、Eが一番悪い。
年齢は、『GX』当時のもの（『F-ZERO X』はその1年前）。

### 初代より登場
取扱説明書において各キャラクターの詳細が記載されているが、ゲーム画面上には一切登場しない。
キャプテン・ファルコン (Captain Falcon)
声 - 堀川りょう（大乱闘スマッシュブラザーズシリーズ）
37歳。主人公。
ドクター スチュワート (Dr. Stewart)
42歳。本名はロバート スチュワート (Robert Stewart) 。もともとは優秀な外科医だったが、科学者だった父ケビン スチュワートの死を契機に、父の遺したゴールデンフォックスを駆りレーサーに転向する。すでに10年以上グランプリに参戦している常連で、いぶし銀のテクニック、通好みのパイロットとして人気が高い。4年前の大事故の際、悲惨を極めながら一切の死者が出なかったのは、緊急医としての彼の腕によるところが大きいと言われている。身につけている赤いマフラーは友情の証として友人たちと購入した物。優勝インタビューでは、度々ナルシストでキザな一面も垣間見せている。
搭乗マシンはゴールデンフォックス (GOLDEN FOX) 。製作：ケビン　スチュワート、エンジン：GF-2614×4、重量：1,420キログラム、性能評価：D/A/D、No.3。初代『F-ZERO』のみ重量は1,020キログラム。加速性能や旋回性能に優れるドリフト型マシン。最高速度は低いがブースト性能は高いのでグランプリで困ることはない。若干の重量はあるが、接触には弱い。
ピコ (Pico)
自称124歳（初代SFC版では34歳）。デスウインド出身。元ポリポト軍の軍人で、現在は軍基地の近くに小さな店を出している。しかし、ごく一部で彼の裏の顔は有能なヒットマンではないか、との噂が囁かれていた（『GX』では大っぴらにヒットマンと名乗るようになっている）。性格は攻撃的だが、それを抑える冷静さも持つ。レース上でも攻撃的な走りを見せ、『GX』の4年前に起きた大事故の一因ではないかとも言われている。ナイフコレクションが趣味で、好物は血のしたたるレアなステーキ。サインは何故か赤い文字で書かれている。
初代及び『X』での一人称は「私」で、話し方も知的な雰囲気を持っていたが、『GX』のインタビュー時では一人称が「オレ」になる等性格が一転した（ただし、ムービーでは冷静にトレーニングをしている）。
搭乗マシンはワイルドグース (WILD GOOSE) 。製作：サージェント　リピト、エンジン：ES8302×3、重量：1,620キログラム、性能評価：A/B/C（『X』のみB/B/C）、No.6。非常に頑強なボディを持っており、攻撃的な走りをすることができるマシンだが、それ以外は概ね並みか並み以下の性能。『GX』では表示上の性能よりもブースター性能が著しく低下しており、旋回性能も低く挙動が不安定なため上級者向けマシンとなっているが、『ファルコン伝説』、『CLIMAX』では表示上の性能が忠実に再現されているため頑丈で速いドリフト型マシンに変貌する。
サムライ ゴロー (Samurai Goroh)
声 - 大塚明夫（大乱闘スマッシュブラザーズX）
45歳。和風な人間（日系人）。常に日本刀を肌身離さず所持している。表向きは賞金稼ぎだが、本当の姿はレッドキャニオンをアジトとする悪名高い宇宙盗賊団のボス。大きく「激」と書かれたシャツを着ている。賞金稼ぎとしても手柄を立てようとしているが、いつもいいところでキャプテン ファルコンに獲物を横取りされるため、彼を（勝手に）ライバル視している。F-ZERO参戦の理由も、彼をレースで打ち負かすため。悪党だが、ヌケた一面もあり、憎めない人物。本人はファルコンを狙っているだけなのだが、なぜかゴロー自身は他の様々なパイロットの話題に挙がる、良くも悪くも目立つ人物である。また、アントニオガスターからは復讐の対象として恨まれている。『GX』で優勝した際には、大勢の観客や視聴者の前で自らが盗賊団ボスであることをカミングアウトした。また、優勝賞金はカジノで100倍に増やす事を公言している。サインは自身の手形をサインとしており、ミスター ゼロにサインを依頼された際は何枚でも持って行くよう薦めている。
GXのムービー中で明らかになったことだが、太った体型に似合わず、バック転を軽くこなすなど、運動神経は良いようである。
『大乱闘スマッシュブラザーズX』ではアシストフィギュアとして登場。走ったり飛んだりしながら日本刀を闇雲に振り回し、他の相手を斬りまくる。海外版でも日本版と同じ声優を起用している。
搭乗マシンはファイアスティングレイ (FIRE STINGRAY) 。製作：トラエモン　エチゴヤ、エンジン：RS-5060×2、重量：1,960キログラム、性能評価：A/D/B、No.5。炎のペインティングが特徴的。初代においては最高速が全マシン中最高、ブースト中も動作が安定、横滑りも一切なくコーナリングも強いとかなり高性能。唯一の欠点は加速が悪く、一度大きく減速するとブーストを持っていない限り復帰が困難なこと。マシンの動きに合わせてヒレが動くという地味なギミックが搭載されている。減速を余儀なくされるコースは苦手だが、速度とコーナリングを両立した、扱いやすく速い重量級マシンである。『GX』では表示上の性能よりもグリップ性能が減少し、コーナリング時に若干の横滑りがあるため操作性が悪くなっている。『ファルコン伝説』、『CLIMAX』では『初代』、『X』と概ね同様の特徴を持ち、最高速度はブラックブルに次ぐ程であるが、『ファルコン伝説』では旋回力が重量に依存するため旋回力が低くくなった。初代では4台あるマシンで唯一前照灯が搭載されていた。

### 『F-ZERO X』より登場
マイティー ガゼル (Mighty Gazelle)
37歳。『X』での名前はエムエム ガゼル (MM Gazelle) 。グランプリを一時中止に追い込んだ大事故において、最も深刻な被害を受けたパイロット。奇跡的に命を取り留めた彼は、失われた肉体を機械で補い、サイボーグとして復活した。彼女がいるらしいが、無論その彼女までもサイボーグではない。サイボーグになったことで、死をも恐れない彼の走りに、ますます磨きがかかっている。『GX』では前回の『X』グランプリでの反省点を踏まえ、反応神経系統のパーツを最新式に変更し、外装も少し換え、さらにバイクへの変形機能も追加した。一度事故にあっているせいで、グランプリに参戦しようとするたびに周囲から心配されている。笑いすぎると、腹筋が無いのに腹が痛くなる。『GX』では色を変えると、金ピカにもなる。
『F-ZERO X』ではマスタークラス優勝後に彼のサイボーグ化以前の姿を見ることができる。
搭乗マシンはレッドガゼル (RED GAZELLE) 。製作：サイバスティック社、エンジン：CY96-Z1×1、重量：1,330キログラム、性能評価：E/A/C、No.1。ボディ強度は貧弱だが、加速性能と最高速度は並み以上で、ブースト性能に優れている。グリップ性能は低くないもののドリフト走行向けのマシン。
ジョディ サマー (Jody Summer)
25歳。銀河宇宙連邦の戦闘機パイロット。赤いボディアーマーを身に付けている。F-ZEROパイロットとしての経験はまだ浅いが、操縦センスは抜群。前回の『X』グランプリでの功績を称えられ、ミス銀河宇宙連邦を受賞した。最近はCMの出演依頼なども多い。エステが趣味。オクトマン曰くタコが嫌いらしい。『X』でCPUが彼女を操作している場合は、同僚のジョン タナカと併走し、オクトマンを執拗に狙っていることがある。ファルコンに好意を抱いている様子。
搭乗マシンはホワイトキャット (WHITE CAT) 。製作：銀河宇宙連邦　軍用機研究開発部隊、エンジン：FGS-E005S×4、重量：1,150キログラム、性能評価：C/C/A、No.2。銀河宇宙連邦の軍用機研究部が、様々な環境での実戦データを元に開発したマシン。旋回性能とグリップ性能に特に優れており、少し挙動が独特だがどんなコーナーも楽に曲がることができる。全体的にバランスのよい性能を持っているマシンなので、テクニカルなコースも安定して走れる。
ババ (Baba)
19歳。惑星ジャイアンの大自然の中で育った野生児。その野生の勘と柔軟な肉体のため、パイロット選考委員会にスカウトされた。ダンスが得意。『X』ではコースアウト時の悲鳴が女性の声になっているが、彼は男性である。また、オカマ口調であり、『GX』ではさらにオカマキャラとして強調されている。
優勝賞金で故郷に自身の銅像を作るのが夢らしい。
搭乗マシンはアイアンタイガー (IRON TIGER) 。製作：F-ZEROパイロット養成所　マシン制作室、エンジン：RF-2E-SD×2重量：1,780キログラム、性能評価：B/D/A、No.4。重量が重くブースト性能と加速性能に若干問題があるが、最高速度・ボディ強度・グリップ性能は優れているので扱いやすいマシン。
オクトマン (Octoman)
88歳。銀河宇宙連邦と対立している惑星タコラ出身。タコラ星は現在、銀河宇宙連邦との抗争が長期化している事で四面楚歌の状況になり、経済的危機に陥っている。そのため、彼はレースで賞金を稼いで、家計を圧迫している子供たちの養育費を集めるだけでなく、タコラ星の未来を変えようと参戦している。全宇宙で食べられているタコを救うのが彼の夢らしい。自分を動物にたとえるとしたらゾウ。語尾に「ダ〜コ」を付けるのが口癖。サインは自身の墨をインク代わりにして書いている。休日はスルメの様に日光浴し、後に海水を浴びるとの事らしい。『GX』の専用ムービーではボディービルダーコンテストに出場するも、低評価だった挙句観客から大ブーイングを受け、逆上して観客に襲い掛かった。
『スターフォックス コマンド』には、同名のキャラクターが悪役として登場している。容姿は本家と酷似しているが、手足の数などが異なる。
搭乗マシンはディープクロー (DEEP CLAW) 。製作：クロスミノフ宇宙造船、エンジン：OCT-108×2+ASHI-24×2、重量：990キログラム、性能評価：B/B/C、No.8。マシンナンバーが8なのは、タコの足が8本だからと言われている。故郷の惑星タコラでは高度な科学技術が無いため、中古のF-ZEROマシンを買い取りオクトマンが運転しやすいようにコックピットを改造している。軽量で癖がない扱いやすいマシン。GBA版『ファルコン伝説』に限り、驚異的なジャンプ性能を持つ。
ミスター イー・エイ・ディ (Mr. EAD)
年齢不詳。謎の組織EADが開発したアンドロイド。ネオキョートシティで作られた。グランプリの参戦は完璧なアンドロイドを作るための過程でしかない。優勝賞金を使っての量産化がすでに始まっているとのことで、実際に『GX』の専用ムービーでは10体のEADがホールケーキを作って食べている。
任天堂のソフトウェア開発部署のひとつ、「情報開発本部」の英語での呼称がEntertainment Analysis and Development、略してEADであるほか、グレートスターの製作者「シーゲル キューポン」を漢字で書くと「茂 宮本」となる。また、顔もマリオに似ており、ベルトにはスターが付いており、ブーツにはキノコが付いている。サインを注文された際には手書きコピー機能のテストも兼ねて写真の様に鮮明な自身の自画像も添えている。
搭乗マシンはグレートスター (GREAT STAR) 。製作：シーゲル　キューポン、エンジン：EAD152×2重量：1,870キログラム、性能評価：E/A/D、No.9。『GX』では「私の兄弟」で、Mr. EADの別個体から作られたと語っている。名前の通り性能はE・A・D。加速性能とブースター性能はかなり良いマシンだが、パイロットがアンドロイドなので操作性が軽視されており極端に扱いにくい。重量があるマシンな割にボティ強度も弱いので、超上級者向け。GBA版『ファルコン伝説』および『CLIMAX』でも概ね同様の性能を持つ。
ジェームズ マクラウド (James McCloud)
32歳。やとわれ遊撃隊「ギャラクシードッグ」のリーダー。平和な時代のため、仕事がめっきり減ってしまい、F-ZEROグランプリの賞金目当てに戦闘機をF-ZEROマシンに改造して参戦。妻と幼い息子がいる模様で、特に息子を溺愛しているらしく、優勝賞金で息子に最新のF-ZEROマシンを買おうとしたり、将来の夢についての質問に「息子を自分以上の男に鍛えること」と答えている。好きな言葉は「友は一生の財産」。チームメイトとは篤い友情を結んでいるらしい。また、背中にあるチームのシンボルマークは彼自身がデザインしている。ミスター ゼロに最大のライバルは誰かと訊かれた際は「それは自分自身だ」と返している。
彼は『スターフォックス』シリーズの主人公、フォックス・マクラウドの父親と同姓同名のキャラクターである。キツネではなく人間の姿をしている点を除けば、服装やサングラスを掛けているところもほぼ同じ。『X』では角刈りに近い髪形をしていたが、『GX』及びアニメ版では、キツネの耳をモチーフにした髪型をしている。また、『F-ZERO X』ではマスタークラス優勝後に「キツネにつままれた気分だよ」とコメントしている。
搭乗マシンはリトルワイバーン (LITTLE WYVERN) 。製作：スペースダイナミクス社、エンジン：FGS-C024M×2、重量：1,390キログラム、性能評価：E/B/B、No.10。上記の通り、ギャラクシードッグの戦闘機をF-ZEROマシンに改造したもの。ボディ強度の弱さ以外は安定した性能で扱いやすい。このマシンを製作（ジェームズが改造を依頼）した「スペースダイナミクス社」も、『スターフォックス』シリーズに登場する企業と同名である。スペースダイナミクス社がF-ZEROマシンを制作するのはこのマシンが初めての試みであり、「戦闘機が持つ潜在的能力を如何にマシンに反映させるか」がポイントになった模様。
ビリー (Billy)
7歳。生物学上れっきとしたサル科。ロケットパイロットとしての訓練を受けて初めて宇宙に飛び出したサルが祖先である。生まれたときから様々な訓練を受け、グランプリに出場するまでになった。『GX』での優勝インタビューではやたらと金にうるさく、がめつい一面が強調されているが、それは豪邸と美人の嫁さんが欲しいという夢のために資金が必要なためである。『GX』および『AX』では、ベルトのバックルに『スーパーモンキーボール』のアイアイが描かれている。
搭乗マシンはマッドウルフ (MAD WOLF) 。製作：マッドヒヒ科学研究所、エンジン：CY95-F5×1、重量：1,490キログラム、性能評価：B/B/C、No.11。コンセプトは「サルにでも扱えるマシン」。マシンの性能は癖がなく扱いやすい。匂いによってパイロットに指示を出す等、独特のシステムを搭載している。
ケイト アレン (Kate Alen)
30歳。アフロヘアーの黒人女性。オレンジのボディアーマーを身に付けている。過去数回、F-ZEROグランプリの開会式でオープニングソングを歌ったこともある歌姫。激しいダンスと迫力ある歌声で多くの客を魅了している。F-ZEROのスピード感に魅せられて歌うことよりも走ることを選んだ。だが、今でも歌手としての活動は続けている。6つ子の姉妹（もしくは影武者）がいる。『GX』のインタビューによると『X』の頃にはレッドキャニオンで野外コンサートも行っていたと語っている。
搭乗マシンはスーパーピラニア (SUPER PIRANHA) 。製作：チーム　パワーボイス、エンジンOZ-P1×2、重量：1,010キログラム、性能評価：B/C/B、No.12。歌手から転向してきたケイトにも扱いやすく設計されている。マシンは最高速度は若干低いが軽量で、加速性能と旋回性能が高い。GBA版『ファルコン伝説』および『CLIMAX』では加速後に速度が減りにくいため、グリップ力の高さも合わさって狭いコースでの高速走行を可能とする。また、外の音を遮断し、コックピットで音楽を楽しめるよう設計されている。
ゾーダ (Zoda)
年齢不詳。地球征服を企む悪の怪人（人間離れした外見だが、一応地球人らしい）。アロー夫妻と抗争を繰り広げている。ファルコンにも賞金首として目をつけられており、危うく捕まりそうになったことがある。アドレナリンやドーパミンなどの内分泌物質を自由に増幅できる装置を身につけて、異常な力を発揮する。食人植物を育てるのが趣味。彼がなぜ地球征服を狙うのかというと、彼曰く「悪人の究極の夢だから」とのこと。『GX』でのマスタークラス優勝後のインタビューでは最近の出来事として、お笑い番組の出演依頼が多数来ているらしい。優勝した後はアロー夫妻を洗脳して地球征服の手伝いをさせるとのこと。また、優勝賞金は新兵器開発の資金として使うらしい。ファンは僅か5名しか居ないとの事。サインの際は自身の自画像も本人曰く「サービス」として添えている。
搭乗マシンはデスアンカー (DEATH ANCHOR) 。製作：秘密結社ナゾデス、エンジン：ZZ-2236×1、重量：1,620キログラム、性能評価：E/A/C、No.13。秘密結社ナゾデスが銀河宇宙連邦から盗み出した惑星間弾道ミサイルを改造して作り上げられたマシン。マシンのベースは最終兵器として利用する予定だったミサイルなので、ミサイルの起爆装置がそのまま残されている（レースには関係ない）が、ゾーダはその事実を知らない。最高速度とブースト性能が優れているが、操作性とボディ強度に難がある。『GX』で最高速重視セッティングにした際の最高速度はブラックブルに匹敵するが、コーナリング時に横滑りしやすく、挙動が不安定である。アニメ版や『CLIMAX』でのブースト使用時のオーラは赤色。
ジャック レビン (Jack Levin)
19歳。人気アイドルグループのメンバーだったが、極度のF-ZERO好きで、すぐに引退してグランプリに参戦。老舗チームの「チーム・サンダーボルト」に身を置く。多くの女性ファンに支持されているF-ZERO界のアイドルである。また、その腕も確かなものであり、優勝候補に挙げられることもしばしば。これまでにサインを17億4523万3247枚書いた。そんな彼も、自分の母親には魅力が全然通用しない。一人称は「僕」。
搭乗マシンはアストロロビン (ASTRO ROBIN) 。製作：チーム　ライトニングボルト、エンジン：SS-C503-LV×2、重量：1,050キログラム、性能評価：B/D/A、No.14。癖のない性能である。車内には車載カメラが多く取り付けられており、走行中でも多角的にレビンを撮影できる。最高速度とブースター性能は若干低いが、軽量で加速性能とコーナリング性能に優れるマシン。『GX』では表示上のブースター性能よりも、ブースト一発あたりの出力がかなり強い。マシンの「No.14」の由来はアイドル時代に出したファーストシングルのランキングが「14位」だったことがアニメ版において判明した。
バイオ レックス (Bio Rex)
9歳。バイオテクノロジーにより蘇生された恐竜。更に蘇生させた研究者が恐竜が滅びずに進化し続けた場合を想定してDNA操作を行った事で人間並みの知能を得ており、ピコに匹敵すると言われるほど凶暴な性格。『X』では一人称が「私」で理知的な口調だったが、『GX』では「オレ」に変わり荒々しい口調になっている。『X』では自らを生み出した人間に挑戦するため、そして『GX』では賞金でうまい肉をたくさん食べるために参戦（曰く、賞金は全額食費に消えるとの事）。好きな食べ物はハンバーグ、ステーキ、ホットドッグ、そして人間。『GX』では飲酒もしている。他のパイロットを、みんな旨そうだ（ただし、サムライ ゴローを除く）と思っている。また、マンモスを蘇らせて、その骨付き肉を食べるという夢もある。その一方で『GX』の専用ムービーでは自宅らしき巣穴で2本の骨付き肉を焼いて食べようとする夢を見ている最中にマンモスに噛みついてしまい、結果怒ったマンモスに追われる羽目になった。
搭乗マシンはビッグファング (BIG FANG) 。製作：ダイナソー　レーシング　チーム、エンジン：TYRANNO-28×3重量：1,520キログラム、性能評価：B/D/A、No.15。マシンは凶暴なパイロットにあわせ頑丈に出来ている。最高速度に優れる扱いやすいマシンだが、加速性能とブースター性能は低い。『GX』では表示上の性能よりもグリップ力が減少しており、ドリフト走行向けであるが旋回力そのものは優れる。『GX』のインタビューではデザインはバイオ レックスが担当したと明言している。
ザ スカル (The Skull)
241歳。本名及び『X』での呼び名はアービン ゴードン (Arbin Gordon) 。F-ZEROグランプリの前身、F-MAXグランプリにおいて数多くの功績を残したパイロットであり、科学と黒魔術の力でこの世に復活した。そのドライビングテクニックはF-ZEROの世界でも十分通用しうるものであり、今回は新たなる伝説を作るであろうとも目されている。復活してまず一番にしたことは「自分の墓参り」。あの世は今ちょっとした健康ブームであると語っている。サインは「あの世へのパスポート」と語っており、絶対に無くすなと視聴者に忠告している。優勝賞金はスリルと背筋が凍る様なレースを求めている自身には必要ないとコメントしている。『GX』では語尾に「〜だな」が付く。なお、復活させたのは「黒魔術と科学でエンターテイメントを考える企業」アヌビス社。
搭乗マシンはソニックファントム (SONIC PHANTOM) 。製作：アヌビス社、エンジン：CY97-X4×1、重量：1,010キログラム、性能評価：C/A/D、No.16。特殊なエンジンが使われており、ブーストに優れているが、そのエネルギー源は観客の魂であるという噂がある（レース中には影響しない）。排気口か排気ガスの位置がおかしい。軽量なマシンで最高速度と旋回性能に優れている。『GX』でのブースト出力は表示の割に強くないが、ブーストの持続時間が長いので速度を維持しやすい。GBA版『ファルコン伝説』および『CLIMAX』では表示の性能が忠実に再現されているため、グリップ力の低いドリフト型マシンになっている。なお、ゲーム版『ファルコン伝説』ではカードe+限定マシン。
アントニオ ガスター (Antonio Guster)
36歳。サムライ ゴローの部下であったが、彼の裏切りにより投獄。出所後は一匹狼の盗賊として生きる傍ら、彼への復讐に燃えている。F-ZERO参戦の理由もレース上でゴローに赤恥をかかせるためである。趣味で野球をやっている。ヘルメットの下はモヒカン。『GX』のムービーでは利用しているコインランドリーで自身の優勝記事を見てそのままキャンディを食べてベンチでうたた寝している間に洗濯していた服を誰かに盗まれるという悲惨なトラブルに巻き込まれる。
『X』での一人称は「俺」で普通の喋り方だったが、『GX』では「ワテ」に変更されており、訛った口調で喋るようになった（日本語では関西弁で表記）。
搭乗マシンはグリーンパンサー (GREEN PANTHER) 。製作：トラエモン　エチゴヤ、エンジン：RS-5026SP×2、重量：2,060キログラム、性能評価：A/B/D、No.17。元はゴローのスペアマシンとして開発されたが、最高速度・グリップ性能を犠牲にしてブースト出力・加速性能を強化している。『ファルコン伝説』では重量の重さ故に旋回力に欠けた上級者向けマシンであったが、『CLIMAX』では一変して頑丈で速いドリフト型マシンに変貌する。『CLIMAX』でのマシン紹介によれば、このマシンを乗りこなせる者は宇宙にそうはいないらしい。
ビーストマン (Beastman)
30歳。昔、宇宙ワニに食べられそうになった過去を持ち、猛獣から人々を守るために通販で買った筋力アップ商品や、空手の通信教育で体を鍛えハンターとなった。『X』では自らの星の猛獣を退治し尽くしてしまい、自らの宣伝のために参戦。『GX』では宿敵バイオ レックスから人々を守るために参戦している。恐竜のヘルメットを被っているのは彼が恥ずかしがり屋のためだが、かえって目立ってしまっている面もある。『GX』のインタビューでは優勝賞金は「狩人の勘を鈍らせるだけ」と無頓着で有り、風呂の薪代わりに使っているとの事。一人称は『X』では「私」だったが、『GX』では「オレ」になっている。
搭乗マシンはハイパースピーダー (HYPER SPEEDER) 。製作：ドクター　クラッシュ、エンジン：FGS-G105S×3、重量：1,460キログラム、性能評価：C/C/A、No.18。パイロットと同様に派手なカラーリングで、機首にはシャークマウスペイントが施されている他、コックピット横には彼が倒した猛獣の撃墜マークがある。このマシンは惑星間戦争で撃墜された戦闘機の残骸を、ビーストマンがドクター クラッシュに頼んでF-ZEROマシンに改造してもらったもので、シルエットが戦闘機に似ているのはそのため。加速性能は低いが最高速度に優れる。『GX』ではグリップ性能が異様に高く、コーナリング時はまず滑ることはない。しかし旋回性能は低いので、コーナリング時はドリフトを使用したいが、ドリフトを入力してもなかなかドリフト状態に移行しない。こうした独特な挙動から上級者向け。GBA版『ファルコン伝説』および『CLIMAX』では表示の性能が忠実に再現されているため、『X』や『GX』とは操作性が大きく異なり、最高速度とコーナリングを両立した走破性重視の初心者向けマシンになっている。
レオン (Leon)
16歳。狼に似た容姿を持つ獣人。彼の故郷の惑星ズーでは、12年前に大きな戦争が起こり、今なおその傷跡が残っている。その戦争で両親を亡くした彼は故郷を復興させるため、そして貧困に苦しむ子供たちを助けるために参戦しているのである。普段は孤児院の院長を務めており、子供たちに賞金でサッカーコートを作る約束をした。プロレス界にも参戦して金を稼ごうとしている。手袋は子供達からのプレゼントとして贈られたものである。『GX』のおまけムービーでは一対一のレースを放棄し、レース中に発見した捨て猫を拾うといった彼の優しい一面が描かれている。
搭乗マシンはスペースアングラー (SPACE ANGLER) 。製作：ファーブル　アニマール、エンジン：ANIM-01-7×2、重量：910キログラム、性能評価：C/C/A、No.19。貧困の続く惑星ズーの人々を元気づけるために希望の一台として作られたマシン。一般車両を改造しただけあってグリップ性能に優れ、軽量級のマシンとしては最高速度も高いが、ブースター出力や加速性能は低い。『GX』では表示上の性能よりもグリップ性能と旋回性能が減少し、コーナリング時に横滑りしやすく、加速性能の低さも相まって上級者向けのマシンである。GBA版『ファルコン伝説』および『CLIMAX』では操作性が大きく異なって表示の性能が忠実に再現されているため、速度と操作性に優れた初心者向けマシンとなっている。
スーパー アロー (Super Arrow)
35歳。地球の平和を守る正義のスーパーヒーロー。元々はペーパードライバーだったが、宿敵ゾーダのグランプリ参戦を聞き付け、急遽パイロットライセンスを所得して参戦した。前回の『X』グランプリでは、その人間離れしたスーパーパワーを使って好成績を残した。『GX』グランプリでもゾーダが続投している為、その野望を打ち砕くべく参戦し続けている。悪人に対しては無敵だが、恐妻家で妻のミセスアローには滅法弱い。いつもフクロウを連れている。マシンは40年のローンで購入し、給料がとても安く、『GX』の優勝インタビューでは優勝賞金はマシンのローンの一括返済と小遣いの値上げの為に使用するなど、いろいろ苦労している。彼のおまけムービーでは華麗なギター演奏と飛行シーンが見られる。
搭乗マシンはキングメテオ (KING METEOR) 。製作：プロフェッサー　ホロウ、エンジン：HW304-J9×3、重量：860キログラム、性能評価：E/B/B、No.20。アロー夫妻の強化スーツや秘密兵器を研究開発している、プロフェッサー ホロウが製作したF-ZEROマシン。加速性能・ブースト性能に優れ、コーナリング関係の性能も安定している、扱いやすくて速いマシン。反面、マシン重量の軽さ故に安定性やボディ強度は弱い。GBA版『ファルコン伝説』および『CLIMAX』でも概ね同様の性能を持つ。
ミセス アロー (Mrs. Arrow)
27歳。スーパーアローの妻で、彼の唯一頭が上がらない相手。時々喧嘩もするが強い愛情で結ばれている。白色のボディアーマーを身に付けている。結婚前にF-ZEROのレースクイーンをしており、後にパイロットへと転身した経験がある。結婚後はレーサーを引退していたが、ペーパードライバーだった夫を見かねて現役復帰した。女性陣の中では珍しく筋肉質な身体付きをしており、強さと美しさを併せ持っている。『GX』の優勝インタビューによれば、プロポーズは彼女の方から彼に結婚するよう命令したとのこと。彼との間には既に子供が生まれており、『GX』のファルコンのムービーでその姿を見ることができる。
搭乗マシンはクイーンメテオ (QUEEN METEOR) 。製作：プロフェッサー　ホロウ、エンジン：HW305-U2×2、重量：1,140キログラム、性能評価：E/B/B、No.21。かつてF-ZEROパイロットをしていたころのマシンを参考に製作して貰ったとのこと。見た目は姉妹機である夫のキングメテオと似ているが、操作性は随分異なっている。クイーンメテオはマシン重量がある分加速性能が劣り、最高速度が向上している。『GX』では表示上のグリップ性能が減少して滑りやすいので、ドリフト走行向けのマシンになっている。GBA版『ファルコン伝説』および『CLIMAX』では操作性が異なり、強度の弱さを除けば全体的なバランスに優れた初心者向けマシンとなっている。
ゴマー&シオー (Gomar & Shioh)
年齢不詳。生まれたときから二人一組で行動する習性を持つ、惑星ハックマインのフリカケル人。その習性ゆえ、本来二人乗りマシンは禁止となっているF-ZEROグランプリにおいても、特例として参加が認められている。ゴマーはシオーより賢く、シオーはゴマーより背が高い。そのため、互いが互いを尊敬し羨ましく思っている。『GX』の翌年には、お互い結婚して相棒が変わる予定。ゴマーの相手はスリー、シオーの相手はサトー。身につけている赤いマフラーは友情の証として友人と購入した物。
彼らに関する名称の設定は日本の和食に関するものが多い（ハックマインは「白米」など）。結婚相手の名称はそれぞれ「ゴマスリ器」、「砂糖」から。
搭乗マシンはツインノリッタ (TWIN NORITTA) 。製作：オニギリー　ドライブ　ヤード社、エンジン：KOM-E246×2、重量：780キログラム、性能評価：E/A/C、No.22。このマシンにはワカメールという非常に軽い金属が使用されており、二人乗りであるにもかかわらずマシン重量は最も軽い。そのため加速性に優れるのはもちろんのこと、ブースト性能もトップクラスに強力なマシンである。『X』ではそのブースト性能の高さから、最高速度型セッティング向けのマシンでは最も速かったので、タイムアタックで頻繁に使用された。ただし『GX』では、ボディ強度は最低レベルで、最高速度やグリップ性能も若干低いため挙動が安定性に欠ける。GBA版『ファルコン伝説』および『CLIMAX』では概ね『X』と同様の性能を持つ。
シルバー ニールセン (Silver Neelsen)
98歳。人間のF-ZEROパイロットとしては最高齢。「鉄人シルバー」の異名を持ち、F-ZEROグランプリ最多出場記録を有する（何回出たのかは本人も覚えていない）常連でありながら、未だに優勝経験はない。本人曰く「参戦することに意義がある」とのこと。100歳を超えても走り続けようか少し悩んでいる。旧式のマシンを愛用し、他人の最新マシンにケチを付けるのが趣味。優勝したら記念館を作り、彼の半生が映画化されるとのこと。
搭乗マシンはナイトサンダー (NIGHT THUNDER) 。製作：ゴルド　フィンガ、エンジン：NT4098×2、重量：1,530キログラム、性能評価：B/A/E、No.23。彼の旧友ゴルドが制作した。ゴルドは既に亡くなっている。現在ではかなり旧式のマシンとなったが、引退まで乗り続けるつもりの様子。重量のあるマシンだが加速性にとても優れており、ブーストの出力も高い。最高速度やグリップ性能は低く滑りやすい。『X』ではヘルホークに次いで、かなり速いドリフト型のマシンだった。GBA版『ファルコン伝説』および『CLIMAX』でも概ね同様の性能を持つ。ゲーム版『ファルコン伝説』ではカードe+限定マシン。
マイケル チェーン (Michael Chain)
39歳の黒人男性。銀河最大規模の宇宙暴走族「ブラディーチェーン」のリーダー。数年前は何万人という配下がいたが、ここ数年相次ぐメンバーの脱退に悩まされており、彼はそれを引き留め、さらなるメンバーの勧誘のために優勝を狙っている。しかしグランプリの結果は芳しくなく、『GX』時点でメンバーは1万人にも満たずにいる。趣味はボクシング。ボディービルダーのコンテストに参加している（オクトマンやミセス アローも同じコンテストに参加している）。『GX』のストーリーモードでは走行中にマシンからシートごと飛び出して、ファルコンを挑発するという危険な行動を見せたこともある。『GX』の優勝インタビューでは優勝賞金はマシンを黄金にして「ゴールデンボア」にする資金にするとの事。
搭乗マシンはワイルドボア (WILD BOAR) 。製作：アステロイド　モータース、エンジン：AM9021-R×2、重量：2,110キログラム、性能評価：A/C/C、No.24。かなり重く頑丈で、最高速度を除けば特に優れたところはないマシンだが、『GX』ではドリフト走行時もスピードが落ちにくい特徴がある。頭部に設けられている背びれのような突起物は、膨大な爆音を出すためのものだと言われている。
『GX』のストーリーモードでは彼の配下も登場、全員いかつい顔つきをしている。搭乗マシンは色違いのワイルドボアだが、耐久力はマイケルのマシンより大幅に劣る。
ブラッド ファルコン (Blood Falcon)
37歳（実質4歳）。キャプテン ファルコンの遺伝子（『GX』の4年前に起きた大事故の際に、ブラック シャドーが盗み出した物）から作り出された、ファルコンのクローン人間。そのため、実年齢は4歳。洗脳により悪の化身となり、ブラック シャドーの右腕として働いている。だが、ブラック シャドーを押しのけて優勝した際には「相手が誰であろうと情け容赦はしないのだ」と言っている。ファルコンを倒せれば優勝賞金は要らないと断言する程の豪胆さも持つ。悪に染まった頭脳を除く、あらゆる部分でファルコンと同等の能力を持っている。また、『GX』の優勝インタビューではファルコンの複製は彼一人だけではない、と発言している。
優勝してファルコンを処刑した後は、ファルコンよりも強い敵を探しに行くと語っている。サインは自身のパンチの手形で、当人は「キャプテン ファルコンのサインとは一味違うぞ」と自負している。
F-ZEROが無い時は裏世界のレースに出場している他、コインランドリーを利用しているという庶民的な一面も持ち、『GX』のムービーではそのコインランドリーで洗濯していたスーツが縮んでしまう。
『大乱闘スマッシュブラザーズ』シリーズでは、ファルコンの色を変えると彼と同様のカラーリングになる。
搭乗マシンはブラッドホーク (BLOOD HAWK) 。日本版『X』での名称はヘルホーク (HELL HAWK) 。製作：BS団　秘密研究所、エンジン：DS019G×2+BF2001×2、重量：1,170キログラム、性能評価：B/A/E、No.25。当初はキャプテン ファルコンのマシンと同性能を目指したが、それでは宿敵を追い抜く事は難しいと悟り、ブースト性能を強化した結果、加速性能やブースト性能が高くなった反面、グリップ性能や最高速度は最低レベルという極端な性能のマシンに仕上がった。『X』ではドリフト型のマシンとしては最も速く、タイムアタックで頻繁に使用された。GBA版『ファルコン伝説』および『CLIMAX』でも『X』と概ね同様の性能を持ち、『ファルコン伝説』でのブースト性能は全マシンでもトップ。エンジンはブラック シャドーが開発させた物と、上記の大事故の際に大破したブルーファルコンから盗んだ物を使用している。アニメ版や『CLIMAX』でのブースト使用時のオーラは赤色。
ジョン タナカ (John Tanaka)
31歳。銀河宇宙連邦のメカニックマン。ジョディに密かな恋心を抱いており、彼女を守ろうとF-ZEROグランプリに参加する。万が一優勝した際には彼女にプロポーズしようと考えている。山篭りで修行しようとしたこともあったが、1日で降参して下山してしまった。非常に礼儀正しい人物。サインは日本語でジョン田中と書く（日本版のみ）。『X』、『GX』では小型ロボットを連れている。一人称は「私」。
搭乗マシンはワンダーワスプ (WONDER WASP) 。製作：ジョン　タナカ、エンジン：FGS-E049M×2、重量：900キログラム、性能評価：D/A/D、No.26。ネジ一本からこだわって趣味で作っていた、自家用ドライブマシンをF-ZEROマシンに大改修した。ボディ強度は低いが、軽量で加速性能やブースト性能は高い。『GX』では表示されている性能に反して、旋回性能とグリップ性能に圧倒的に優れている。GBA版『ファルコン伝説』および『CLIMAX』では表示の性能がそのまま再現されているため、グリップ力の低いドリフト型マシンである。
ドラク (Draq)
137歳。ドラゴンのような姿をした巨漢の宇宙人。ロジャーと共に宇宙運送業を営んでおり、輸送船の操縦を担当している。いかつい外見に似合わず庶民的な人柄。一人称は『X』では「俺」だったが『GX』では「オイラ」に変わっている。俺元からF-ZEROの熱狂的ファンで、『X』の時に積み荷の中に受取人不明のマシンが2台あったことから、その受取人探しと称して参戦。『GX』の時点でもまだ受取人が現れていないため、引き続き参戦している。F-ZEROのテレビゲームでイメージトレーニングをしている。その巨体ゆえマシンの乗り降りには苦労しており、最近はダイエットもしているとのこと。『GX』では、セッティング時にダンディ坂野のゲッツ!のポーズを取る。運送業からレーサーへの転職についてはロジャーと相談してから決めるとのこと。
搭乗マシンはマイティータイフーン (MIGHTY TYPHOON) 。製作：チーム　シューティングスター、エンジン：SS-C504×2、重量：950キログラム、性能評価：C/A/D、No.27。パイロットに似合わず軽量だが、玄人向けの操作性である。『GX』では、表示されている性能の割にグリップ性能は低くないが、GBA版『ファルコン伝説』および『CLIMAX』では表示されている性能がそのまま再現されているため、グリップ性能の低いドリフト型マシンになっている。
ロジャー バスター (Roger Buster)
41歳。ドラクの相棒。「頼まれればどんな危険なものも運ぶ」この道20年の宇宙運送業者。ドラクに付き添って、受取人不明のマシンで参戦している。ドラクと違い、ロジャー自身はあまりF-ZEROに興味がなく、マシンの受取人を見つけて送り届けることを第一に思っている。昔ドジを踏んで宇宙を1人で漂流したことがある、と語っている。サインの依頼の際にはCDでも出すかと考えている。地上では路地屋協会参上と書かれた大型トラックを使用しているが、『GX』のおまけムービーでは届け先の家に激突するという事故を起こしてしまった。
搭乗マシンはマイティーハリケーン (MIGHTY HURRICANE) 。製作：チーム　シューティングスター、エンジン：SS-D701×1、重量：1,780キログラム、性能評価：E/B/B、No.28。レースの中止期間中に解散に追いこまれたレーシングチーム、シューティングスターが製作したマシンといわれている。マシンの重量はあるが最高速度やブースター性能は高く、バランスよく性能は高い。ボディ強度の弱さに気をつければ初心者にも扱いやすい。
ドクター クラッシュ (Dr. Clash)
55歳。マッドサイエンティスト。エンジニアからパイロットに転向した。背中のロボットアームは自ら開発した補助具であり、運動不足の体をフォローしている。優勝賞金を使って裏で巨大F-ZEROマシン「ビッグベア」を作っており、『GX』の優勝インタビューで披露している。マシンの中にはテレビや電子レンジが搭載されている（ただし電子レンジは不調、テレビは故障中らしい）。『GX』では語尾に「〜だす」が付く。
搭乗マシンはクレイジーベア (CRAZY BEAR) 。製作：ドクター　クラッシュ、エンジン：CL05-S16×3、重量：2,220キログラム、性能評価：A/B/E、No.29。『X』の時には、マシンのフロントに目の模様がついていた。マシン重量はかなりあるが、加速性能とブースト性能に優れている。しかし非常に滑りやすく不安定なため、上級者向けのマシンである。GBA版では性能が大きく異なり、『ファルコン伝説』では加速と最高速度が『X』や『GX』と逆転しており、『CLIMAX』では加速力・最高速度が共に高めに設定されている。
ブラック シャドー (Black Shadow)
年齢不詳。冷徹さと残忍さを兼ね備える、全宇宙で恐れられている悪の帝王。自らの部下達をキャプテン ファルコンに捕らえられ、幾度となく悪事を邪魔されているため、彼の抹殺を目論んでいる。ブラッド ファルコンをはじめ多くの部下を抱えているが、そんな彼もデスボーンの配下に過ぎなかった（ただ、これはストーリーモードの展開であるため厳密には不明確。通常のグランプリ戦では、CPUのブラック シャドーは相手がデスボーンであろうと容赦なく攻撃し、操縦テクニックそのものもCPUシャドーが上）。悪の帝王だが、要望があればサインはする。ミスター ゼロに対しては、悪の帝王である自身に怯えながらも最後までインタビューしたり、サインや素顔を見せて欲しいとリクエストするその勇気と度胸から手下にならないかと勧めている（真意は不明）。
一人称は『X』では「私」、『GX』では「我輩」となっている。ストーリーモードではデスボーンに時空の狭間に送られてしまう。
搭乗マシンはブラックブル (BLACK BULL) 。製作：BS団　秘密研究所、エンジン：DS020H×4、重量：2,340キログラム、性能評価：A/E/A、No.30。『CLIMAX』でのマシン紹介によれば、敵マシンの破壊を前提としたセッティングがなされている（らしい）。『X』ではボディ強度とグリップ性能に優れる初心者にも扱いやすいマシンだった。『GX』では表示されている性能とは異なり、実際のグリップ性能は著しく低下しており、ドリフト型のマシンになっている。またブースト出力は表示されている性能よりもかなり強力である。セッティングを加速性能重視・標準・最高速度重視と変えても、それぞれの設定でトップクラスの性能を発揮する特異なマシン。セッティングを最高速度重視にした際は、全マシン中トップの最高速度となる上、コーナリングでドリフトしても加速する。タイムアタックに使われることが多い。『ファルコン伝説』及び『CLIMAX』では表示の性能が忠実に再現され、加速性能やブースト、旋回性能は非常に低いが、最高速度やボディ強度、グリップ性能は指折りの性能を誇る。重量が重いためにこちらも初心者には扱いにくくなっている。また、GBA版ではサイドアタックでほとんどの相手マシンを一撃で破壊できる。アニメ版や『CLIMAX』でのブースト使用時のオーラは赤色。

### 『F-ZERO AX』に登場
『GX』では『AX』と連動しマシンを選択するか、各話ストーリーモードのベリーハードランクをクリアすることによっても追加できる。
ドン ジーニー (Don Genie)
65歳。兵器の大量密売、エネルギー資源の横流しなど多くの悪事を重ね、過去幾度となく投獄されてきた宇宙商人の首領。勾留される度に多額の保釈金を支払い保釈されている。F-ZEROパイロット随一の巨漢。ブラック シャドーとの関連性も噂されている。「10億では葉巻も買えない」「10億以上の利子が1秒で手に入る」金持ちだが、非常にケチな性質で、寄付はおろか「全く、時間の無駄だな」と言ってサインもしてくれない。グランプリ参戦の理由は不明ではあるが、F-ZEROグランプリの買収を示唆する発言はしている。キャプテン ファルコン以外のパイロットは「つまらん連中」と評している。
搭乗マシンはファットシャーク (FAT SHARK) 。「太った鮫」ではなく「豊かな詐欺師」という意味（ただしマシンには鮫の意匠がされてある）。製作：ジーニー財閥宇宙娯楽施設推進事業団、エンジン：NG-S05-GOLD×5、重量：2,490キログラム、性能評価：A/B/E、No.31。貿易を通じて貯め込んだ巨万の富を誇示するために、莫大な開発費用を使って完成させたマシン。日ごろの悪行が原因で命を狙われることが多い為、自身の身を守るべくマシンのボディ強度を最高レベルまで引き上げており、最も重量のあるマシンでありながら加速性能も悪くなく、ブースト出力はすべてのマシンで最も高い。さらにボディ強度もトップレベルに硬い。その反面コーナリング性能は絶望的であり、少しスティックを触っただけでみるみる減速する。また、セッティングを最高速度重視にしても最高速度は伸びない。タイムアタックに使われることが多い。
デジ ボーイ (Digi-Boy)
8歳。本名はテリー ゲッター (Terry Getter) 。アインシュタイン・アカデミー在学の天才発明少年。地球人の中で最も高い知能指数の持ち主という説もある。自らが勝つよう計算し尽くされた理論でマシンを設計。難しい操作はすべて自動化して、片手で操作できるようにした。今興味があるのは、サムライ ゴローの生態研究。シャロンという子が気になるようだが、彼女のことは予測不可能であることのこと。
『GX』のおまけムービーでは移動している最中、背後から別の運転手が危険運転をして来た為、画面を操作して自動運転モードに切り替えて運転手をやり過ごしている。その後、フェニックスに違反切符を切られた運転手に手を振りながら去って行った。
搭乗マシンはコズミックドルフィン (COSMIC DOLPHIN) 。製作：デジボーイ、エンジン：TG3014×2、重量：900キログラム、性能評価：E/A/C、No.32。ボディ強度と最高速度に難があること以外は確かにバランスはよい。
ダイ・サン・ゲン (Dai San Gen)
3人ともに64歳。チャイナル星人の3つ子。ダイとゲンは男、サンは女。名前の由来は麻雀の大三元から（サインもこう書く）。ダイがハンドリング、サンがナビゲーションとブースト、ゲンがアクセルとブレーキを担当している。テレパシーを使い絶妙なコンビネーションを見せる。ダチョウ倶楽部の物まねが得意。
搭乗マシンはピンクスパイダー (PINK SPIDER) 。製作：ツモ　リーチ、エンジン：MJ-1192×3、重量：1,100キログラム、性能評価：C/C/A、No.33。コーナリング性能に優れるが、それ以外は平均的な性能。
スペード (Spade)
年齢不詳。サーカス団の奇術師。経営困難にあるサーカス団を立て直すために参戦。しかし、気まぐれな性格ゆえに試合を途中放棄する事も有るため、成績は安定しない。上半身と下半身が分離しており、間に目玉の様な球体状の部位が浮いているという摩訶不思議な外見が特徴的で、上半身を360°回転させることも出来る。マスクの下はサーカス団の仲間も知らないようだが、本人曰く、腹部に浮いている球体（眼球）が本体である。3歳になる息子がいて、その容姿は彼にそっくりであるとのこと。一番得意な手品は胴体切断マジックと語っている。また優勝賞金は手品で3倍に増やすと豪語している。マシンセッティング画面や表彰台やインタビューなど、レース中以外であれば実際にマジックを披露しており、自身を宙に浮かしたり、手持ちのトランプを何処からともなく取り出したり、サインを指一本触れずに色紙に書いたりしている。『GX』の専用ムービーでは宙に浮かぶ本体の球体（眼球）からキッチンに瞬間移動で現れ、謎の壺に焼いた蜥蜴やカエルを混ぜ込み爆炎に包ませ、焼き鮭定食へと変化させた。
搭乗マシンはマジックシーガル (MAGIC SEAGULL) 。製作：ミルク・ド・サマシユ、エンジン：NG-B35-HOT×3、重量：1,330キログラム、性能評価：B/A/E、No.34。スペードとサーカス団の仲間たちが、休日を利用して製作したマシン。41台中唯一中が見えないうえ、ドアもなく、どのように乗り込むのかも不明（スペードが爆煙を上げるといつの間にか機内に乗り込んでいるらしい）。アルファベットのWやステルス機に似たフォルムをしている。性能的にはコースを選ぶマシンであるが、表示上の性能よりもグリップ性能はさほど低くない。なお、『GX』での出現条件が他の『AX』のキャラクターと異なる。
ダイゴロー (Daigoroh)
10歳。サムライ ゴローの一人息子。だが、盗賊団のボスである父親が梃子摺るほどの悪ガキ。サッカー、野球、武術が得意（算数は苦手）。剣の腕に至っては父親以上であり、『GX』の専用ムービーでは父親が紙を人型に斬ったが、自身は美女のシルエット型に斬っている。『GX』の優勝インタビューでは、父親のイビキが五月蠅かった事で、父親の口の中にカエルを詰め込んだ事も有ったとの事だが、そんな彼も父親のことは「デブでイビキがうるさいけど男の中の男だぜ！」と尊敬している。パイロットセンスは父親並、あるいは、それ以上とされており、将来を期待されている。優勝賞金は宇宙戦艦を購入して銀河を旅する為に使うとのこと。宝物は父親サムライ ゴローのフィギュア。
搭乗マシンはシルバーラット (SILVER RAT) 。製作：トラエモン　エチゴヤ、エンジン：RM-0634×1、重量：880キログラム、性能評価：D/A/D、No.35。ガスターのグリーンパンサーの系譜に繋がるマシンだが、その性能は大きく異なる。最も小型なマシンで、加速性能、ブースト性能に優れるが、最高速度は最低クラス。さらにボディ強度も低く、マシンの重量も軽いため、超上級者向けマシンである。
プリンシア ラモード (Princia Ramode)
16歳。わがままで好奇心旺盛な、マジカール星デザート王国のお姫様。王宮では、習い事とパーティーばかりの生活に退屈している。諸国（諸星）漫遊の旅で立ち寄った地球でF-ZEROグランプリを見た際に、そのスピード感に魅せられ、家来たちにマシンを作らせ参戦。へそ出しルック、ハート型のサングラスと、とても王女とは思えない格好をしている。年の割に、スタイル抜群で、F-ZEROの女性陣の中で文句無し一位の巨乳（そのスタイルを保つ秘訣は、本人いわくトップシークレット）。サムライ ゴローに興味があるようである。
搭乗マシンはスパークムーン (SPARK MOON) 。製作：デザート王国科学技術庁開発局、エンジン：KD-E072-PS×2、重量：1,620キログラム、性能評価：B/C/B、No.36。高度な科学技術を誇るマジカール星が総力を結集して（プリンシアの父親であるデザート王国国王には内緒で）開発したマシン。人工最高水準の安全装置と、有名パイロットのテクニックがインプットされた人工知能が搭載されており、お姫様であるプリンシアにも扱いやすくなっている。特にボディ強度に優れる。
リリー フライヤー (Lily Flyer)
14歳。銀河宇宙連邦軍の予備部隊所属の優秀な少女。F-ZEROには瞬時の判断能力を磨き上げる訓練の一環として参戦している。上官には絶対服従し、任務の遂行のみを目標に行動しているが、そんな彼女も、本当はフルーツパフェが好物、カエルの小物を集めるのが趣味、ハート模様が好き、自由に生きて恋することを夢見ている、といった天真爛漫な少女である。いわゆるツンデレに近い性格。優勝賞金は規則上、軍の上層部が決定するため、彼女自身では使用できないとの事。『GX』のムービーでは、アントニオ ガスターやブラッド ファルコンも利用しているなにかとトラブルが起こるコインランドリーを利用している。
搭乗マシンはバニーフラッシュ (BUNNY FLASH) 。製作：マンティコア　エンジニアリング社、エンジン：FGS-A007M×2、重量：1,414キログラム、性能評価：D/B/A、No.37。可愛らしい見た目とは裏腹に、リトルワイバーンと同じく戦闘機をF-ZEROマシンに改造したもので、性能は高い。グリップ性能に優れる分ドリフトが効きにくいが、加速性能やブースト性能は強力。重量は末尾1の位が「0」となっていない稀有なマシン。
ピージェイ (PJ)
35歳。惑星間タクシー「ギャラクシーキャブ」の運転手。一番の稼ぎ手だったが、社長とケンカ（原因は給与アップの要求）して謹慎処分を喰らってしまい、その後F-ZEROの広告を見て、タクシーを改造して参戦（料金メーターはつけたままにしている）。酔っ払いと熱愛カップルの客は苦手。スピード違反を頻繁に起こし、銀河宇宙連邦にお世話になっている。語尾に「ッス」を付ける。
搭乗マシンはグルービータクシー (GROOVY TAXI) 。製作：ピージェイ、エンジン：CY94-H2×2+NG-C32×2、重量：1,280キログラム、性能評価：B/D/B、No.38。タクシーがベースとなっているため、41台のマシン中唯一4人が乗れるスペースが設けられている。タクシー業界では暴走行為は厳禁であるため、ブースト性能はあえて抑えてあるが、それ以外の性能はバランスが取れている。
キュースリー (QQQ)
年齢不詳。フェニックスの相棒で、宇宙ゴミ処理場に積まれたスクラップの中に埋もれていた元地雷発見・解体作業用ロボット。控えめな性格。彼が29世紀から連れてきたタイムトラベルのナビゲーターメカだが、人工頭脳が捨てられたときの衝撃で一部故障しており、記憶喪失になっている。人工頭脳が治ってタイムトラベルに必要な記憶が戻らなければフェニックス共々29世紀に帰れない状態となってしまっている。キャプテン ファルコンの走行データを参照したようだ。休日は南の島のリゾートで、トロピカル・オイルを飲んでのんびりと過ごしている（『GX』のムービーを参照。実際はキュースリーが鮫に襲われるが、ロボットパワーで感電させて沈没させた）。ロボットとしての構造はかなりの旧式だが、防水加工はされており、且つ頑丈に出来ており、搭載されている人工頭脳は数世代先の未来のテクノロジーを使った高性能なものらしい。
搭乗マシンはローリングタートル (ROLLING TURTLE) 。製作：フェニックス、エンジン：SS-A310-CT×4、重量：999キログラム、性能評価：A/D/B、No.39。フェニックスがQQQに任務のサポートをさせる為に、同じく宇宙ゴミ処理場に捨てられていた軍事衛星を改造して造ったマシン。重量が999キログラムなのは、彼の名前（キュースリー→9three）からきている。軽量なマシンではあるが、ボディ強度とグリップ性能が高いため扱いやすい。重量は末尾1の位が「0」となっていない稀有なマシン。
No.39であるのも、39を入れ替えると、93（キュースリー）になるからである。
フェニックス (Phoenix)
26歳。時空警察の刑事。宇宙の歴史が変わるのを阻止するため、29世紀より派遣されてきた。とある時間犯罪者を追い続けている。時空警察の規則で、任務に関係ない未来の情報（29世紀の流行やF-ZEROの詳細など）を教えたり、レースの賞金を受け取ったりすることは禁止されている。『AX』の主役級キャラクターで、キャプテン ファルコンとよく似た容姿を持つ。
搭乗マシンはレインボーフェニックス (RAINBOW PHOENIX) 。製作：不明、エンジン：RP2001×2、重量：1,080キログラム、性能評価：B/B/C、No.40。ブースト使用時やダッシュプレート使用時に、一時的に両翼が広がるギミックが搭載されている。通常は覆面パトカーとして活躍している。また、このマシン自体タイムマシンとなっているが、時空警察が製作したものではなく、フェニックスがどこからか用意して来たマシンである。未来で製造されたマシンなので、何世代も先の高度な技術が使われているはずなのだが、あえてリミッターをかけて性能を抑えている。とはいえマシンの性能はバランス良く高い。フェニックスは「未来のテクノロジーの結晶」と語っている。

### 『F-ZERO GX』初出
デスボーン (Deathborn)
年齢不詳。『GX』における悪の黒幕。時空を自由に操る力を持ち、フェニックスの所属する時空警察から指名手配されている。死ぬたびに部分的にサイボーグとなり、3度目にして不死身となった。悪役としての彼は強大で、帝王ブラック シャドーも彼の配下に過ぎず、大いに恐れ慄いていた。チャンピオンベルトを狙っており、その秘められた力で宇宙を意のままにしようと画策している。気に入らない者は次元の狭間に送り込み永遠に彷徨える放浪者にしてしまう。ドン ジーニーと同様、勝利インタビューではサインを断る。優勝賞金は使い道を質問して来たミスター ゼロに全額くれてやると豪語している。自らの強さを誇示する映画を作っては態々ポップコーンも持参して悦に入ったりと、些か変な趣味を持っている。裏のF-ZEROグランプリ覇者でもある。
ストーリーモードでは表の世界のF-ZEROグランプリのチャンピオンベルトを手に入れるようブラック シャドーに命じていたのだが、失敗した事で遂に彼を見限り次元の狭間に追放。ストーリーモード第八話ではキャプテン・ファルコンと表と裏の2つのチャンピオンベルトを賭けてBS団のアジトで一対一のレースを行う。
レースではいくらクラッシュしたり突き落としたりしても復活するという特性があり、純粋にレースで勝つ必要がある。 最終的にファルコンにレースで敗れ、自身は動揺するままにコースアウトして溶岩に落下。表と裏のF-ZEROグランプリのチャンピオンベルトは一つに合体し「究極のチャンピオンベルト」となり、そのままファルコンの物となる。
搭乗マシンはダークシュナイダー (DARK SCHNEIDER) 。製作：不明、エンジン：DS021P×3、重量：2,080キログラム、性能評価：A/B/D、マシンナンバー無し（00と表記されることも多いが、実際はマシンにナンバーが描かれていない）。重いマシンなので旋回性能と加速性能は低いが、表示上の性能に反してグリップ性能に優れるので、重量級マシンの中では特に扱いやすい。ボディ強度も硬く安定しているため初心者向けである。表示上の性能に反してブースト出力や最高速度は平均的である。盗難対策としてデスボーン以外の者がこのマシンに乗った場合、ハンドルから毒針が発射される罠が搭載されている。アニメ版や『CLIMAX』には登場しない。
創造主 (Creator)
年齢不詳。金、銀、銅の鎧を身に纏った水色の幽霊のような3人の魂の集合体で、この世の万物を作り出した文字通りの創造主。究極のチャンピオンベルトに封印されていた。『GX』のストーリーモード最終話にのみ登場。F-ZERO（GX時点）における全ての（悪の）根源で、事実上本作のラスボス。デスボーンは彼らの最高傑作であり、それに打ち勝ったことで銀河を一瞬にして破壊することも可能な神秘の宇宙パワーを身体に宿したキャプテン ファルコンを元に、新たな宇宙を創ろうと亜空間「ファントムロード」での最後の戦いを挑んでくる。
搭乗マシンは3人が合体した事で生み出されたブルーファルコン (BLUE FALCON) と同じ形をした幻影で、その戦いはスタッフゴーストとのタイムアタックバトル。
戦いの舞台となるコースは壁が一切なく、慣れないうちは完走するだけでも難しいが、スタッフゴースト自体は難易度が低いうちは速度も遅く、コースにさえ慣れてしまえば勝つのは容易である。しかし難易度が上がるにつれゴーストの速度は増していき、最高難易度ではまさに最終決戦と呼ぶに相応しいほどの難易度になる。
また、ゴーストであるためお互い干渉は出来ず、コースアウトさせて自分はゆっくりゴールするということも不可能。
レースに敗北した後は悲鳴を上げながら幻影のブルーファルコンと共に消滅した。
ファミコン (Famicom)
37歳。ストーリーモード第三話で、賭けレースに負け続けているニールセンのために、飛び入りで変装して出場したキャプテン ファルコンの登録名。ニールセンに道化師のような服を着せられ、その場に居合わせたクラッシュも大笑いしていた。ファミコンという名前はファルコン（Falcon）のもじりでもある。
搭乗マシンはブルーファルコン (BLUE FALCON) 。賭けレース時のオッズは2560.5という超大穴（他の参加者はビーストマンが8.1、ザ・スカルが32.6、スーパーアローが6.3、ババが12.4だった）であり、ニールセンとファルコンは鞄に入りきらないほどの札束を手に入れ大儲けすることができた。その一部をファルコンは礼として渡されたが、直後にテレビに映ったブラックシャドーの姿を見て、鞄をその場に置いていった。